# Beatrice Bartelloni
Beatrice Bartelloni (* 5. Februar 1993 in Triest) ist eine ehemalige italienische Radrennfahrerin.

## Sportliche Laufbahn
2011 wurde Beatrice Bartelloni Junioren-Europameisterin in Mannschaftsverfolgung (mit Maria Giulia Confalonieri und Chiara Vanucci), in der Einerverfolgung wurde sie Dritte. Bei den Junioren-Weltmeisterschaften belegte der italienische Vierer mit Bartelloni, Maria Giulia Confalonieri und Chiara Vannucci Platz drei. Im Jahr darauf gewann sie gemeinsam mit  Giulia Donato und Confalonieri die Mannschaftsverfolgung beim Lauf des Bahnrad-Weltcups 2012/13 in Cali. 2013 errang der italienische Vierer bei den U23-Europameisterschaften die Bronzemedaille, ebenfalls bei den Europameisterschaften der Elite sowie bei den U23-Europameisterschaften. 2013 und 2014 wurde Bartelloni mit Elena Cecchini, Tatiana Guderzo und Marta Tagliaferro italienische Meisterin in der Mannschaftsverfolgung.
2016 startete Bartelloni bei den Olympischen Spielen in Rio de Janeiro in der Mannschaftsverfolgung und belegte dort mit Guderzo, Francesca Pattaro, Silvia Valsecchi und Simona Frapporti Platz sechs.
2017 beendete Beatrice Bartelloni ihre Radsportlaufbahn. Sie gehörte zum Sportkader der italienischen Polizei Fiamme Oro. Nach ihrem Rückzug aus dem Leistungsradsport wurde sie als Polizistin im Friaul tätig.

## Erfolge

### Bahn
2011
- Junioren-Weltmeisterschaft – Mannschaftsverfolgung (mit Maria Giulia Confalonieri und Chiara Vannucci)
- Junioren-Europameisterin – Mannschaftsverfolgung (mit Maria Giulia Confalonieri und Chiara Vanucci)
- Junioren-Europameisterschaft – Einerverfolgung

2012
- Bahnrad-Weltcup 2012/13 in Cali – Mannschaftsverfolgung (mit Giulia Donato und Maria Giulia Confalonieri)

2013
- U23-Europameisterschaft – Mannschaftsverfolgung (mit Elena Cecchini, Maria Giulia Confalonieri und Chiara Vannucci)
- Italienische Meisterin – Mannschaftsverfolgung (mit Elena Cecchini, Tatiana Guderzo und Marta Tagliaferro)

2014
- Europameisterschaft – Mannschaftsverfolgung (mit Simona Frapporti, Silvia Valsecchi und Tatiana Guderzo)
- U23-Europameisterschaft – Mannschaftsverfolgung (mit Francesca Pattaro, Maria Giulia Confalonieri und Elena Cecchini)
- Italienische Meisterin – Mannschaftsverfolgung (mit Elena Cecchini, Tatiana Guderzo und Marta Tagliaferro)

### Straße
2015
- Nachwuchswertung der Ladies Tour of Qatar